# Artur Smółko
Artur Smółko (ur. 29 marca 1967 w Białymstoku) – polski polityk, poseł na Sejm II kadencji.

## Życiorys
Syn Andrzeja i Teresy. W 1986 ukończył VI Liceum Ogólnokształcące im. Króla Zygmunta Augusta w Białymstoku. Studiował historię w białostockiej Filii Uniwersytetu Warszawskiego w Białymstoku. Działał w Niezależnym Zrzeszeniu Studentów. Pracował jako dziennikarz w „Gazecie Współczesnej”.
W latach 1993–1997 zasiadał w Sejmie II kadencji. Mandat poselski uzyskał z ramienia Unii Pracy w okręgu Białystok. W 1997 bez powodzenia ubiegał się o reelekcję w okręgu białostockim. W 1998 opuścił UP wraz z m.in. Zbigniewem Bujakiem, następnie należał do Unii Wolności, był zastępcą sekretarza generalnego UW. Pełnił funkcję doradcy premiera Jerzego Buzka. Po przegranych wyborach w 2001 (w których kandydował do Sejmu) wycofał się z działalności politycznej. Pracował w Przedsiębiorstwie Państwowym „Porty Lotnicze”, później związany zawodowo z sektorem prywatnym.
W 2022 został odznaczony Krzyżem Wolności i Solidarności oraz Krzyżem Kawalerskim Orderu Odrodzenia Polski.